# Kennedy Peak
Der Kennedy Peak ist ein 1162 m hoher Berg im ostantarktischen Königin-Marie-Land. Sein kleiner Gipfel durchbricht 3 km südlich des Mount Barr Smith den Antarktischen Eisschild an der Westflanke des Denman-Gletschers.
Teilnehmer der Australasiatischen Antarktisexpedition (1911–1914) unter der Leitung des australischen Polarforschers Douglas Mawson entdeckten ihn. Mawson benannte ihn nach dem australischen Physiker Alexander Lorimer Kennedy (1889–1972), der an der Forschungsreise und an der Entdeckung beteiligt war. Der US-amerikanische Kartograph Gardner Dean Blodgett kartierte ihn anhand von Luftaufnahmen der US-amerikanischen Operation Highjump (1946–1947).